# Гомес Эстебан, Хуан Марио
Хуан Марио Гомес Эстебан (исп. Juan Mario Gómez Esteban; 15 февраля 1958, Португалете) — испанский шахматист, гроссмейстер (2004).
Двукратный чемпион Испании (1980 и 1992).
В составе сборной Испании участник 4-х Олимпиад (1980, 1984, 1992 и 2000) и 2-х командных чемпионатов Европы (1989—1992).

## Изменения рейтинга
| Графики недоступны из-за технических проблем. См. информацию на Фабрикаторе и на mediawiki.org. |